# Hallows Eve
Hallows Eve est un groupe de thrash metal américain, originaire d'Atlanta, en Géorgie. Le groupe se fait connaître par les célèbres compilations Metal Massacre, mais malgré de bonnes critiques dans la presse spécialisée et un style assez original, les divers albums n'eurent pas le succès escompté.
La formation Tommy Stewart, Stacy Anderson, Doyle Bright, Jim Gorman et Chris Abbamonte, est celle active en 2008. D’autres musiciens ont joué au sein du groupe. Citons notamment, parmi les fondateurs : David Stuart (guitare, de 1983 à 1990), Tym Helton (batterie, de 1983 à 1987) et Steve alias « Skullator » Shoemaker (guitare, de 1983 à 1985, joue ensuite notamment dans Incubus, un des premiers groupes de death metal.

## Biographie
Hallows Eve est formé à l'Halloween, le 31 octobre 1983, par Dave Stuart, Tommy Sewart, Skullator et Stacy Anderson. En 1984, le groupe enregistre la démo Tales of Terror et, un peu plus tard, un enregistrement de répétition. Ils contribuent par la suite à la compilation Metal Massacre 6. Le label Metal Blade Records signe ensuite le groupe. 
En 1985 sort le premier album studio du groupe, Tales of Terror, sur lequel Ronny Apoldt contribue aux percussions, en remplacement de Tym Helton, hospitalisé après un accident de la route. L'album comprend des éléments de thrash metal, accompagnés de mélodies. La production souffre de contraintes budgétaires. Les paroles traitent de l'horreur et de science-fiction. L'album est bien accueilli par la presse spécialisée, et une tournée avec Slayer, Exodus et Nasty Savage suit. Skullator quitte le groupe après la sortie de l'album Death and Insanity le 31 août 1986. Leur chanson Lethal Tendencies est incluse dans la bande-son du film Le Fleuve de la mort avec Keanu Reeves et Dennis Hopper. L'album qui suit, Monument, en 1988, est enregistré avec Rob Cayton à la batterie.
En 2003, le groupe se réunit avec une nouvelle formation. En 2004, le groupe joue au festival au Keep It True à Lauda-Königshofen. En 2005, ils publient un nouvel album auto-produit intitulé Evil Never Dies. L'album contient de nombreux éléments de death metal et est plutôt mal perçu par la presse spécialisée. En 2006, ils publient le coffret 3CD/DVD History of Terror. En avril 2008, ils annoncent avoir terminé un nouvel album,qui fait participer la chanteuse Stacy Andersen, et est produit par Doyle Bright de Rigor Mortis. En 2009, ils remplacent le guitariste  Chris Abbamonte avec Evan Bartleson. En octobre 2010, ils changent de batteur pour Scooch.

## Membres

### Membres actuels
- Tommy Stewart - basse (depuis 1993), chant (2004-2007)
- Stacy Anderson - chant (depuis 2007)

### Anciens membres
- Tym Helton - batterie (1983-1984, 1985-1987)
- David Stuart - guitare (1983-1990)
- Steve « Skullator » Shoemaker - guitare (1983-1985, 2004-2006), chant (2004-2006)
- Ronny Appoldt - batterie (1984-1985)
- Rob Clayton - batterie (1987-1988 ; décédé en 1992)
- Todd Pack - batterie (1988)
- Tom Knight - batterie (1988-1989)
- Paul Kopchinski - batterie (1988)
- James Murphy - guitare (1989)
- Mike Anderson - batterie (1990-1992, 2005)
- Reggie Rufin 	chant (1990-1991)
- Pete Palumbo - guitare (1991-1993)
- Steve Hofer - batterie (1992-1993)
- Jeff Kinney - chant (1992-1993)
- Derek McQuity - batterie (1993)
- Dane Jensen - batterie (2004-2007)
- Dwayne Monk - guitare (2004)
- Brandon Ottinger - guitare (2004-2005, 2006-2007)
- Steve Cannon - chant (2004)
- Sean Vinson - guitare (2006)
- Jon Kilgore - guitare (2006-2007)
- Jim Gorman - batterie (2007-2013)
- Chris Abbamonte - guitare (2007-2009, 2013)
- Doyle Bright - guitare (2007-2013)

## Discographie

### Albums studio
- 1985 : Tales of Terror (LP, réédité en 1994)
- 1986 : Death and Insanity (réédité en 1994)
- 1988 : Monument (réédité en 1994)
- 2005 : Evil Never Dies
- 2008 : The Neverending Sleep

### Autres
- 1984 : Tales of Terror (cassette démo)
- 2004 : Evil Offerings (single)
- 2006 : History of Terror (coffret de 3 CD + 1 DVD en concert)